# Sari Fisk
Pour les articles homonymes, voir Fisk.
Temple de la renommée finlandais : 2014
Sari Fisk (née le 17 décembre 1971 à Pori en Finlande) est une joueuse de finlandaise hockey sur glace qui a évolué en ligue élite féminine en tant qu'attaquante . Elle a remporté une médaille de bronze olympiques aux jeux olympiques de Nagano en 1998. Elle a également remporté avec l'équipe nationale 6 médailles de bronze lors des championnats du monde.
Au cours de sa carrière, elle a remporté quatre fois le championnat finlandais dont trois années d'affilée entre 2003 et 2006 avec l'Espoo Blues.

## Statistiques

### En équipe nationale
| Année | Équipe   | Compétition          |   | PJ | B | A  | Pts | Pun                |  | Résultat |
| 1989  | Finlande | Championnat d'Europe | 5 | 2  | 3 | 5  | 0   | Médaille d'or      |  |          |
| 1991  | Finlande | Championnat d'Europe | 5 | 10 | 2 | 12 | 0   | Médaille d'or      |  |          |
| 1992  | Finlande | Championnat du monde | 5 | 2  | 0 | 2  | 0   | Médaille de bronze |  |          |
| 1993  | Finlande | Championnat d'Europe | 3 | 2  | 2 | 4  | 2   | Médaille d'or      |  |          |
| 1994  | Finlande | Championnat du monde | 5 | 1  | 1 | 2  | 0   | Médaille de bronze |  |          |
| 1995  | Finlande | Championnat d'Europe | 5 | 6  | 3 | 9  | 2   | Médaille d'or      |  |          |
| 1996  | Finlande | Championnat d'Europe | 5 | 2  | 1 | 3  | 0   | Médaille de bronze |  |          |
| 1997  | Finlande | Championnat du monde | 5 | 0  | 0 | 0  | 2   | Médaille de bronze |  |          |
| 1998  | Finlande | Jeux olympiques      | 6 | 2  | 4 | 6  | 4   | Médaille de bronze |  |          |
| 1999  | Finlande | Championnat du monde | 5 | 4  | 5 | 9  | 0   | Médaille de bronze |  |          |
| 2000  | Finlande | Championnat du monde | 5 | 1  | 2 | 3  | 2   | Médaille de bronze |  |          |
| 2001  | Finlande | Championnat du monde | 5 | 0  | 2 | 2  | 4   | Quatrième          |  |          |
| 2002  | Finlande | Jeux olympiques      | 5 | 0  | 3 | 3  | 0   | Quatrième          |  |          |
| 2004  | Finlande | Championnat du monde | 5 | 1  | 3 | 4  | 4   | Médaille de bronze |  |          |
| 2005  | Finlande | Championnat du monde | 5 | 0  | 0 | 0  | 2   | Quatrième          |  |          |
| 2006  | Finlande | Jeux olympiques      | 5 | 0  | 0 | 0  | 4   | Quatrième          |  |          |